# فرست ریپابلیک بنک
فرست ریپابلیک بنک (انگلیسی: First Republic Bank) شرکت خدمات مالی٬ارائه دهنده خدمات مدیریت ثروت و بانکداری آمریکایی بود، که در سال ۱۹۸۵ تأسیس شد.
دفتر مرکزی این بانک در سانفرانسیسکو، کالیفرنیا قرار داشت. این شرکت به افراد با ارزش خالص خدمات می‌داد و ۹۳ دفتر را در ۱۱ ایالت، عمدتاً در نیویورک، کالیفرنیا، ماساچوست و فلوریدا اداره می‌کرد. در ۱ می ۲۰۲۳، به عنوان بخشی از بحران بانکی جهانی ۲۰۲۳ بیمه سپرده فدرال اعلام کرد که فرست ریپابلیک بنک بسته شده و به شرکت خدمات مالی و بانکداری جی‌پی مورگان چیس فروخته شده‌است.